# Lady of Sherwood
Lady of Sherwood é um romance de ficção histórica de 1999 escrito pela autora americana Jennifer Roberson. É uma sequela de seu romance Lady of the Forest de 1992, que segue Robin Hood, Lady Marian e seus associados, contra as injustiças após a morte do rei Richard. Eles devem lutar contra as maquinações do Príncipe John, que está disputando o trono contra seu jovem sobrinho, Arthur da Bretanha.
O romance foi publicado em novembro de 1999 pela Kensington Books com arte da capa ilustrada por Anne Yvonne Gilbert. O livro teve uma recepção geralmente positiva. O Booklist fez uma comparação positiva de Lady of Sherwood com a obra As Brumas de Avalon de Marion Zimmer Bradley, enquanto outros elogiaram as personagens e a atenção envolvente de Roberson ao detalhe histórico.

## Enredo
O romance de 1999 é ambientado na Inglaterra, e segue os eventos de Lady of the Forest. Ela começa com a morte de Richard I de Inglaterra. Robin de Locksley, sua amante Lady Marian Fitzwalter, e seus amigos fora da lei encontram-se novamente enfrentando a ira de William DeLacey, o xerife de Nottingham. A morte de Richard resultou na perda de seu perdão real, que foi concedido depois de terem apreendido as receitas fiscais que estavam sendo enviadas para o irmão de Richard, Príncipe John. Com a morte de Richard, John está agora competindo pela coroa contra o seu jovem sobrinho, Arthur da Bretanha. Richard nomeou-os ambos como os co-herdeiros, que têm os seus apoiantes, com o apoio do ex-xerife e o pai de Robin, o Conde de Huntington.
Enquanto isso, Robin e Marian, juntamente com seus amigos foragidos, encontram-se vivendo juntos em sua mansão em RavensKeep, embora Robin e Marian não tenham se casado. Para sua grande tristeza, Marian descobre que ela não pode ter filhos, mas esconde seus abortos de Robin para evitar preocupá-lo. Ela diz ao conde de Huntington sobre a esterilidade, desejando que o pai de Robin forçasse a deixá-la, como ela quer que ele tenha a chance de ser pai, ter um herdeiro com outra pessoa.
Como o perdão agora acabou, o xerife começa novamente seus esforços para prender os bandidos de Sherwood. Sabendo que abrigou alguns desses homens, ele revira Ravenskeep na tentativa de expulsá-los de lá. Marian declara guerra ao xerife. Mais tarde, ela e Robin, acompanhados pelos seus amigos fora da lei, retiram-se da floresta para um acampamento de foragidos, oficialmente perdendo tudo que era legítimo. Robin e Marian finalmente se casam.

## Desenvolvimento
Lady of Sherwood foi escrito pela autora estadunidense Jennifer Roberson como uma sequela do seu romance popular de 1992, Lady of the Forest. Antes de escrever os dois romances, Roberson ficou conhecida principalmente como uma escritora de fantasia, e tornou-se interessada em escrever uma "história épica grande, ampla". Ela propôs a seu agente literário uma reinterpretação da lenda de Robin Hood da perspectiva de Marian, descrevendo o romance como uma prequela.
Enquanto o primeiro romance focava em "como sete pessoas muito diferentes de uma estrutura social rigidamente estratificada vieram a se unir para lutar contra as injustiças da Inglaterra medieval", sua sequela Lady of Sherwood centra na instabilidade política em torno da morte de Richard. Ela escolheu este período particular da história, porque a "morte de um monarca popular sempre fornece base para romancistas." Admitindo-se que ela "emprega[va] licença de contista" em sua escrita do romance, Roberson "significativamente compactou e rearranjou os acontecimentos após a morte do rei Richard." Os personagens principais se tornaram bandidos em seu primeiro romance, e ela "escolheu representar suas atividades resultantes na sequela como uma consequência do conflito político real entre John e Arthur."
Para a pesquisa, Roberson usufruiu das mesmas fontes que já tinha utilizado para Lady of the Forest, incluindo Robin Hood de J.C. Holt, The Outlaws of Sherwood de Maurice Keen, The Ballads of Robin Hood de Jim Lees, The Plantagenet Chronicles de Elizabeth Hallam e Longbow: A Social and Military History de Robert Hardy Longbow, assim como King John de W. L. Warren e o trabalho Swords and Hilt Weapons.

## Lançamento e recepção
"Particularmente forte é a construção de Marian, retratada como completamente independente, mas não sobrecarregada com traços feministas anacrônicos. Sua incorporação de detalhes históricos, incluindo o tratamento de arcos e espadas, está assegurado e empresta uma riqueza discreta ao conto, enquanto os tumultos amorosos de Marian e Robin devem manter a atenção dos fãs de romance enquanto leem. Emocionante e gratificante, a mistura de gêneros no romance de Roberson pode ser o seu melhor."

— Crítica do Publishers Weekly sobre o romance.
Lady of Sherwood foi publicado pela Kensington Books em novembro de 1999, com a arte da capa realizada pela ilustradora Anne Yvonne Gilbert. A tradução alemã, escrita por Suzanne Gerold, foi lançada em 2002. Em 2007, a republicação do romance contou com a arte da capa de Gregg Gulbronson, que também redesenhou as capas das obras Lady of the Forest e Lady of the Glen, ambas de Roberson.
O romance recebeu críticas positivas. Escrevendo para o Library Journal, Jackie Cassada afirmou que "os fãs de ficção histórica e de fantasia do período devem aproveitar esta história excitante", enquanto Kaite Mediatore Stover do Booklist opinou que "é apenas a história da mulher acessível, que pode cuidar de si mesma." Escrevendo para a mesma publicação, Melanie Duncan comparou positivamente Lady of Sherwood ao romance As Brumas de Avalon, escrevendo "o que Marion Zimmer Bradley fez para o Rei Artur, Roberson está fazendo para Robin Hood e Marian".
O Publishers Weekly elogiou a capacidade de Roberson para "entrelaçar inteligentemente" os confrontos ficcionais de Robin Hood com o xerife, na sequência da morte de Richard com "os problemas históricos que rodearam a eleição do seu sucessor." Dando destaque especial para a caracterização de Marian, o meio de comunicação afirmou que o "enredo bem escrito de Roberson abre o caminho para eventos que possam ter vindo de fora como coincidências ou acidentes em mãos menos hábeis, e seus personagens são cativantes." Em 2013, a autora de romances Eliza Knight incluiu Lady of Sherwood em uma lista de histórias medievais recomendadas.